# Kanton Chalonnes-sur-Loire
Kanton Chalonnes-sur-Loire (fr. Canton de Chalonnes-sur-Loire) je francouzský kanton v departementu Maine-et-Loire v regionu Pays de la Loire. Tvoří ho pět obcí.

## Obce kantonu
- Chalonnes-sur-Loire
- Chaudefonds-sur-Layon
- Denée
- Rochefort-sur-Loire
- Saint-Aubin-de-Luigné